# 大垣市立江東小学校
大垣市立江東小学校（おおがきしりつ えひがししょうがっこう）は、岐阜県大垣市にある市立小学校。

## 概要
- 通学区域は島里1-3丁目、釜笛1-5丁目、外渕1-4丁目、川口1-4丁目、内原1-3丁目、横曽根町、横曽根1-5丁目、浅草1-4丁目、浅西1-4丁目、浅中1-3丁目、昭和1丁目であり、公立中学校の進学先は大垣市立江並中学校である[1]。旧・安八郡洲本村、浅草村に該当する。
- 通学区域にあたる地域は、江西排水路の東にあることから江東と呼ばれており、校名もそれに由来すると思われる。
- 1950年から2019年までは、大垣市立江東幼稚園を併設していた。

## 沿革
- 1873年（明治6年） - 
  - 三餘義校が開校。校区は浅草東村、浅草中村、浅草西村。
  - 淵静義校が開校。校区は外渕村、釜笛村。
  - 高遠第一義校[注釈 1]が開校。校区は横曽根村。
- 1886年（明治19年） - 三餘義校が浅草簡易科小学校、淵静義校が淵静簡易科小学校、高遠第一義校が高遠簡易科小学校に、それぞれ改称する。
- 1890年（明治23年） - 浅草簡易科小学校が浅草尋常小学校、淵静簡易科小学校が淵静尋常小学校、高遠簡易科小学校が高遠尋常小学校に、それぞれ改称する。
- 1897年（明治30年）4月1日 - 
  - 浅草東村、浅草中村、浅草西村、横曽根村が合併し、浅草村が発足。
  - 内阿原村、島里村、釜笛村、外渕村、川口村が合併し、洲本村が発足。
- 1897年（明治30年）8月 - 淵静尋常小学校と高遠尋常小学校が統合され、両村尋常小学校となる。
- 1907年（明治40年）4月 - 浅草尋常小学校と両村尋常小学校が統合され、江東尋常小学校となる。統一校舎は無く、旧・浅草尋常小学校を第一分教場、旧・淵静尋常小学校を第二分教場、旧・高遠尋常小学校を第三分教場とする。
- 1915年（大正4年） - 農業補習学校を併設する。
- 1916年（大正5年） - 現在地に移転。
- 1941年（昭和16年） - 江東国民学校に改称する。
- 1947年（昭和22年）4月 - 安八郡学校組合立江東小学校に改称する。
- 1947年（昭和22年）10月1日 - 洲本村が大垣市に編入される。同時に大垣市安八郡学校組合立江東小学校に改称する。
- 1948年（昭和23年）6月1日 - 浅草村が大垣市に編入される。同時に大垣市立江東小学校に改称する。
- 1949年（昭和24年） - 大垣市立江東中学校を併設する。
- 1950年（昭和25年）4月 - 大垣市立江東幼稚園が開園する。江東小学校に併設される。
- 1967年（昭和42年） - 江東中学校と川並中学校が統合され、大垣市立江並中学校となる。併設の江東中学校は江並中学校江東教室となる。
- 1968年（昭和43年） - 江並中学校の統合校舎が完成し、江並中学校江東教室は廃止。江東小学校は単独校となる。
- 1971年（昭和46年） - 体育館が完成。
- 1972年（昭和47年） - 新校舎（鉄筋コンクリート造3階建）が完成。
- 1975年（昭和50年） - 校舎を増築。
- 1978年（昭和53年） - 校舎を増築。
- 1980年（昭和55年） - 校舎を増築。
- 2019年（平成31年）3月 - 江東幼稚園が廃園となる。
- 2024年（令和6年） - 新体育館が完成。